# Buto
|  | No s'ha de confondre amb Ouadjet. |

Buto (egipci antic: Per-Uadjet; àrab: Tell al-Farain; grec antic: Βουτώ o Βοῦτος, Boutos; àrab: بوتو, Būtū) és el nom grec d'una ciutat de l'antic Egipte situada a la part occidental del delta. Un llogaret proper a la ciutat actual àrab encara es diu Buto. Es creu que es va formar per la unió de les ciutats de Pe i de Dep que tenien per déu Horus (deu falcó) i Uadjet (dea cobra) respectivament, i van donar origen a Per-Uadjet.
Va exercir l'hegemonia durant el període de la cultura de Maadi, que a Buto encara continuava el 3500 aC, mentre que a la resta del delta ja estava quasi acabat. Vers el 3150 aC, se suposa que encapçalava el Baix Egipte contra l'hegemonia de l'Alt Egipte, i encara conservava trets característics propis. A partir d'aquesta data, es produeix una unificació cultural i política i Buto passa a ser ciutat de segon ordre, dins el nomós VI (Muntanya del Brau) o del VII (Arpó de l'oest), però encara conserva importància almenys fins a la tercera dinastia, i tenia un palau reial anomenat Hwt Pe Hor, construït durant la primera dinastia. A l'Imperi mitjà i a l'Imperi nou, fou només una vila de tercer ordre, si bé sembla haver estat un centre religiós que fou famós durant el període persa pels seus oracles. Encara estava habitada durant el període romà.
Fou identificada com l'antiga Buto pel Flinders Petrie el 1888 i va ser excavada el 1904 i als anys seixanta i vuitanta.
Avui només en queden unes ruïnes amb les restes de dues ciutats i un temple.